# Amfreville-sous-les-Monts
Amfreville-sous-les-Monts é uma comuna francesa na região administrativa da Normandia, no departamento de Eure. Estende-se por uma área de 7,54 km². Em 2010 a comuna tinha 500 habitantes (densidade: 66,3 hab./km²).